# Amanda Fredin
Amanda Fredin, född 31 augusti 1986, är en svensk sportreporter, programledare och redaktör i TV. Fredin har varit aktiv på Aftonbladet och Viasats Sportkanaler med bevakning av Premier League, UEFA Champions League och Sveriges herrlandslag i fotboll.